# Roosevelt-Pokal
Der Roosevelt-Pokal ist eine Trophäe des Segelsportes. Er wurde 1896 von dem damaligen US-Marineminister und späteren US-amerikanischen Präsidenten, Theodore Roosevelt, gestiftet. Um den Pokal wird bis heute auf der Kieler Woche gesegelt.

## Geschichte
Der segelbegeisterte deutsche Kaiser Wilhelm II. hatte den Auftrag zum Bau einer neuen kaiserlichen Yacht, der Meteor III, einer amerikanischen Werft gegeben. Die Schiffstaufe 1896 wurde zum Symbol der deutsch-amerikanischen Seglerfreundschaft: Der Bruder des Kaisers, Prinz Heinrich, war ebenso wie der damalige Marineminister Theodore Roosevelt angereist, um das Schiff feierlich zu taufen und in Betrieb zu nehmen. Bei dieser Gelegenheit stiftete der spätere Präsident Roosevelt den nach ihm benannten Segel-Pokal: Um diesen sollte zur Stärkung der amerikanischen Beziehung zum deutschen Kaiserreich zwischen den besten amerikanischen und deutschen Sonderklasse-Booten in Marblehead regelmäßig gesegelt werden. Kaiser Wilhelm revanchierte sich, indem er den Kaiser Wilhelm-Pokal stiftete. Die erste Regatta gewannen Boote aus den USA. Über die Regatten wurde in den deutschen Medien jedes Mal ausführlich berichtet.
Um den Roosevelt-Pokal wird noch heute gesegelt, allerdings nicht mehr in Amerika, sondern in Kiel: Das Boot mit den meisten Punkten in der gesamten Wertung aller Klassen des olympischen Teils der Kieler Woche ist der Sieger. Aufbewahrungsort der Trophäe, auf der sich die gekreuzten Fahnen Deutschlands (damals schwarz-weiß-rot) und Amerikas vom silbernen Untergrund deutlich abheben, ist das Hotel Kieler Yacht Club.